# Ханларов, Кямиль Али Аббас оглы
Кямиль Али Аббас оглы Ханларов (азерб. Kamil Əlabbas oğlu Xanlarov; 9 марта 1915, Баку — 1996) — азербайджанский советский художник XX века, Заслуженный деятель искусств Азербайджанской ССР (1964), Народный художник Азербайджана (1992).

## Биография
Кямиль Ханларов родился 9 марта 1915 года в Баку, в бекском роду Ханларовых. С 1931 по 1935 год учился в Азербайджанском государственном художественном техникуме.

«Собор Святого Вита». К. Ханларов

В основном создавал картины на исторические темы («Собрание в селе», 1932, «Маздак перед казнью», 1941, «Восстание в Товузе», 1940, «Джаваншир в сражении против захватчиков», 1982, «В предгорьях Кавказа», «Прием Фатали ханом русского посланника», «Мешади Азизбеков среди крестьян»). Представленная в 1932 году на выставке его работа «Собрание в селе» стала дебютной для художника.
Особое место в творчестве художника занимали пейзажи («Загатальский пейзаж», 1957, «Берег Аракса», 1965, «Джульфа», 1973). Также Ханларов создавал портреты («Солтан Мухаммед», «Ага Мирек», «Гатран Тебризи», «Низами Гянджеви», «Джаваншир», «Насими» и др.) и тематические табло («Семья», 1966, «На эйлаге», 1967).
В начале 1960-х годов Ханларов совершает поездку в Чехословакию. Среди его картин пражского цикла можно назвать, такие как «Мост Лорен», «Монастырь св. Людовика», «Староместская площадь», «Прага утром», «Прага», «Вечер в горах», «Окрестности Татр», «Малостранская башня в Праге», «Памятник Яну Гусу».
Творчество художника охватывает период около 60 лет. Работы Кямиля Ханларова экспонировались в Австрии, Венгрии, Румынии, Германии, Египте, Ираке, Канаде, Франции, Норвегии, Японии, Турции и других странах.
Скончался художник в 1996 году.

## Награды и звания
- медаль «За трудовое отличие» (09.06.1959).
- Указом Президента Азербайджана Аяза Муталибова № 604 от 4 марта 1992 года Кямилю Ханларову было присвоено звание Народного художника Азербайджанской Республики[4].
- Заслуженный деятель искусств Азербайджанской ССР (1964).